# Anton Francesco Doni
Anton Francesco Doni (* 1513 in Florenz; † im Juli 1574 in Monselice) war ein italienischer Schriftsteller, Herausgeber und Musiker. Sein manieristisches Werk gehört zur Schule des Konzettismus. Von historischem Interesse sind seine Aufzeichnungen über das italienische Musikleben des 16. Jahrhunderts.

## Leben
Doni wurde als Sohn eines Scherenmachers geboren. Bereits als Jugendlicher trat er in unter dem Namen Fra Valerio ein Kloster ein, floh aber 1540 über Genua, Alessandria und Pavia nach Mailand, wo er Gast des Marchese von Soncino war. Auf Verlangen seines Vaters nahm er 1543 ein Studium der Rechtswissenschaft auf; mehr als mit der Wissenschaft beschäftigte er sich aber mit den Künsten. Doni gründete in Mailand die Accademia Ortolana, eine Akademie von Dichtern, Malern und Musikern, die jedoch auf Betreiben der Kirche wegen als anstößig empfundener Publikationen aufgelöst wurde. Um sich zu rehabilitieren und eine Anstellung beim Bischof von Piacenza zu erhalten, verfasste er innerhalb kurzer Zeit den musiktheoretischen Dialogo della musica, den er 1544 in Venedig veröffentlichte. Das Werk wurde jedoch von der Kritik negativ beurteilt.
Nach einem Aufenthalt in Rom kehrte Doni für zwei Jahre nach Florenz zurück. Sein Vorhaben, Protektion von Cosimo II. de’ Medici zu erhalten, scheiterte. Er wurde nun als Verleger tätig und richtete sich mit geliehenem Inventar eine Druckerei ein, der kein wirtschaftlicher Erfolg beschieden war. In Venedig, wo er nach einer weiteren Rom-Reise Fuß zu fassen versuchte, beging er nach dem Vorbild Pietro Aretinos mit literarischen Schmähschriften Erpressungen; Aretino betrachtete Doni als Konkurrenten und erzwang schließlich dessen Ausweisung. Nach Stationen in Ancona, Pesaro und Ferrara beschloss Doni sein Leben in Monselice bei Padua als Dichter und Sänger.

## Werk und Wirkung
Donis literarisches Schaffen umfasst eine Fülle von Gelegenheitswerken, die jeweils einem praktischen Zweck dienten. Obgleich er Musikliebhaber und Instrumentalist war und möglicherweise auch komponierte, verfolgte er nach der Vollendung seiner hauptsächlichen Schriften kein tieferes wissenschaftliches Interesse mehr. Von großem musikhistorischem Wert als Quellentexte ist der Dialogo; hier finden sich zahlreiche Anmerkungen zur italienischen Musik im 16. Jahrhundert, zum Instrumentalspiel – vor allem zur Praxis des Violen- und Orgelspiels – und zum Musikleben seiner Zeit. Der Dialogo della musica entstand nach dem Vorbild von Giovanni Boccaccios Novellensammlung Il Decamerone (1350–53): die Gesellschaft versammelt sich, um vier- und achtstimmige Madrigale zu singen. Am ersten Abend werden Werke u. a. von Claudio Veggio, Vincenzo Ruffo, Giovanni Battista Riccio, Jakob Arcadelt und Girolamo Parabosco gesungen, am zweiten Abend Kompositionen von Perissone Cambio, Jacquet de Berchem, Adrian Willaert, Cyprian de Rore, Jakob Buus und weiteren Vertretern der Madrigalkunst. Der schwank- und possenhaften Erzählungen befindet sich nur in der Diskant-Stimme, während die übrigen Stimmen nur den Notentext enthalten. La Libraria und La seconda Libraria (1550/51) sind bibliografische Werke, in denen Doni eine genaue Beschreibung der verfügbaren italienischen Bücher und Handschriften über Musik. Sie geben außerdem Aufschluss über das Akademiewesen sowie einen geschichtlichen Abriss über jede zu seiner Zeit bestehende Akademie. Daneben hinterließ er eine Autobiografie sowie zahlreiche journalistische Arbeiten.
Das Urteil seiner Zeitgenossen nahm Doni kaum oder nur negativ zur Kenntnis. Seine gegen zahlreiche Persönlichkeiten des öffentlichen Lebens verfassten Pamphlete ließen noch den Nobelpreisträger Giosuè Carducci ihn als eine „Schande für unsere [die italienische] Literatur“ („vergogna delle nostre lettere“) empfinden. Carl Friedrich Flögels Geschichte der komischen Litteratur (1785) hob die satirischen und manieristischen Elemente seines Werks hervor.

„Wenn je ein sonderbarer Schriftsteller war, so war es Doni. Der Beinahme Bizarro, den er in der Akademie der Peregrini angenommen, drückt seinen Charakter vollkommen aus; denn er war ein Mann, der sich sowohl in seinen Gedichten als in seinen prosaischen Schriften ganz seltsame Wege wählte. Seine Erfindungen und Concetti waren närrische und schnurrige Einfälle, wodurch er die Neugier und den Beifall seiner Leser, die damals in dergleichen Dinge verliebt waren, zu erwerben hofte. Unter der Menge von burlesken Wendungen findet man nichts destoweniger herrliche Spuren seines guten Kopfs und der tiefen Einsicht in die Wissenschaften, die mit der reitzenden Schreibart verbunden und allenthalben mit satirischen Einfällen durchwebt sind.“

## Weitere Schriften (Auswahl)
- La zucca. Venedig 1551.